# 2014-es magyarországi országgyűlési választás
A rendszerváltás utáni hetedik országgyűlési választást Magyarországon 2014. április 6-án tartották. A kormányzó Fidesz–KDNP pártszövetség kétharmados többséget szerzett a törvényhozásban, így Orbán Viktor miniszterelnök újabb négy évre kapott megbízást.
Ez volt az első választás, amit a 2012. január 1-jével hatályba lépett új alaptörvény rendelkezései szerint tartottak meg.
A választáson több kisebb párt is indult, melyeket a közbeszéd „kamupártoknak” vagy „bizniszpártoknak” nevezett, mert  úgy vélték, hogy csak a pártfinanszírozási  törvény alapján járó juttatások elnyerése céljából alakultak, és tényleges politikai tevékenységet nem, vagy alig végeztek.

## Választási rendszer

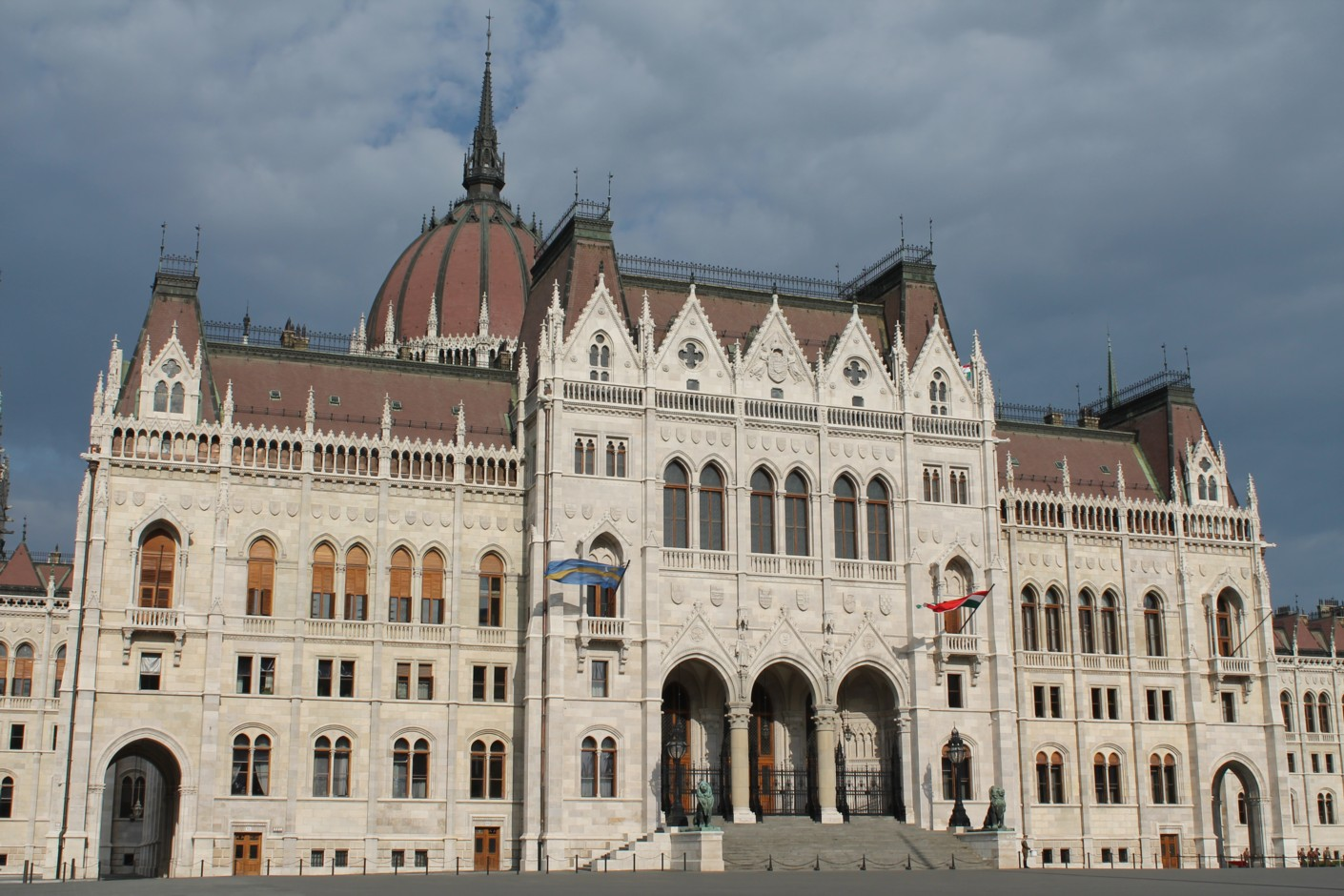
Az Országház főbejárata

### A választás időpontja
A választásra az Alaptörvény alapján az előző Országgyűlés megválasztását követő negyedik év április vagy május havában kerül sor. A konkrét időpontot a köztársasági elnök jelöli ki, legkorábban a szavazást megelőző kilencvenedik, legkésőbb a megelőző hetvenedik napon. A választás napja nem eshet a munka törvény könyve szerinti munkaszüneti napra, továbbá húsvét-, illetve pünkösdvasárnapra. A választást vasárnap kell megtartani.
A választást Áder János köztársasági elnök a lehető legkorábbi időpontra, 2014. április 6-ra tűzte ki.

### A választási rendszer
Magyarországon az országgyűlési képviselők választását a 2011. évi CCIII. törvény szabályozza. A 2014-es volt az első olyan rendszerváltás utáni országgyűlési választás, amely csak egyfordulós.
Az Országgyűlés létszámát 386-ról 199-re csökkentették, de a választási rendszer továbbra is vegyes rendszerű: 106 képviselő egyéni választókerületben (OEVK) relatív többséggel kerül megválasztásra, 93 képviselő pedig párt,- illetve (újdonságként) nemzetiségi listán kerül be a parlamentbe arányos rendszerben, kiegészítve a szavazatszámot a töredékszavazatokkal. A töredékszavazatok olyan szavazatok, melyek az egyéni kerületben nem értek mandátumot (vesztesek szavazatai), továbbá az új rendszerben a nyertes "felesleges" szavazatai is ilyenek, melyekre nem volt szükség a győzelemhez. Azon jelöltek, akik függetlenként indultak, vagy egy olyan párt jelölte őket, amely nem állított országos listát, vagy állított, de nem érte el a parlamenti küszöböt, azoknak a szavazatai nem tudnak töredékszavazatként hasznosulni. Így ha egy ilyen jelölt győz, akkor a győzelemhez már nem szükséges, "felesleges" szavazatok elvesznek, míg ha veszít, akkor az összes rá adott szavazat elveszik.
A területi listákat eltörölték, helyette – és a kompenzációs lista helyett – létre lett hozva az országos (párt-) lista.

#### Országos lista
Egyéni képviselőjelölt állításához most már csak 500 aláírás szükséges (a régi 750 ajánlószelvény helyett). Országos listát az a párt állíthat, amelynek 27 választókerületben, de legalább 9 megyében és Budapesten van egyéni jelöltje. Egy választópolgár több indulni kívánó pártnak is támogathatja a jelöltjét.

### Képviselők választása

#### Egyéni képviselők
Az egyéni választókerületekben az a jelölt lesz a képviselő, aki a legtöbb szavazatot kapja. A vesztes jelöltek, továbbá a győztes jelölt győzelemhez nem szükséges (első − (második + 1)) szavazatai töredékszavazatnak számítanak.

#### Listás szavazatok kiosztása
2014-ben a nemzetiségi választópolgárok dönthetnek úgy, hogy nem pártlistára, hanem nemzetiségük listájára szavaznak. A mandátumkiosztáskor a nemzetiségi listák szavazatait is figyelembe veszik.
Szintén újdonság, hogy 2014-ben először a magyarországi lakcímmel nem rendelkező, határon kívüli magyarok is szavazhatnak pártlistára.
A mandátumok kiosztása:
1. össze kell adni a listás szavazatokat,
2. ha egy nemzetiség megszerezte az összes országos listás szavazat per 93 per 4 darabnyi szavazatot, kap egy kedvezményes mandátumot,
3. a megszerezhető listás mandátumok számából a nemzetiségek által megszerzett mandátumok számát le kell vonni,
4. a mandátumokat az 5%-ot elérő pártok (kettős listánál 10, hármas vagy többesnél 15%-ot) és az 5%-ot elérő nemzetiségek között kell kiosztani,
5. a pártok szavazataihoz a töredékszavazatokat hozzá kell adni, a nemzetiségek szavazataiból pedig a kedvezményes kvótát le kell vonni,
6. a mandátumokat táblázatos módszerrel (ún. D’Hondt-módszerrel) kell elosztani (táblázatot készítünk: első sor a szavazatok, második a szavazatok fele, harmadik a harmada, negyedik a negyede stb., a legnagyobb számokat „bekarikázzák”, minden párt annyi mandátumot kap, mint ahány „karika” van az oszlopában).

Azok a nemzetiségek, amelyek nem jutottak mandátumhoz, egy nemzetiségi szószólót (a lista első helyezettje) küldhetnek az országgyűlésbe. A szószólót az országgyűlési képviselőkkel azonos jogok illetik meg, leszámítva, hogy nem szavazhat a parlament döntéseikor.

#### Regisztráció, szavazás külföldön
A magyarországi lakcímmel rendelkező választópolgárnak regisztrálnia nem kell, részére a Nemzeti Választási Iroda 2014. február 17-ig megküldte a választási értesítőt. Amennyiben a választópolgár a szavazás napján külföldön tartózkodott, személyesen, online vagy postai úton a helyi választási irodánál kérvényezhette külképviseleti névjegyzékbe való felvételét a szavazást megelőző nyolcadik napig. Amennyiben a választási iroda a választópolgárt a külképviseleti névjegyzékbe felvette, a választópolgár a szavazás napján (az amerikai kontinensen a szavazás napját megelőző napon) személyesen, a kérvényben megjelölt külképviseleten szavazhatott.
A magyarországi lakcímmel nem rendelkező választópolgár csak abban az esetben szavazhatott, ha előzetesen online vagy postai úton kérelmezte felvételét a választói névjegyzékbe a Nemzeti Választási Irodánál. Erre 2013. november 1-jétől a választást megelőző 15. napig volt lehetősége. Amennyiben a választási iroda a választópolgárt a névjegyzékben regisztrálta, a levélben szavazás szavazólapjának elkészültét követően haladéktalanul megküldte a szavazási levélcsomagot a választópolgár számára. A választópolgár szavazatát a levélcsomaghoz mellékelt válaszborítékban adhatta le. A borítékot
- a Nemzeti Választási Irodába juttathatta el úgy, hogy a szavazást megelőző napon 24 óráig megérkezzen
- a magyarországi szavazást megelőző tizenöt napon belül minden munkanapon 9 és 16 óra között, valamint a külképviseleti szavazás ideje alatt eljuttathatta bármely külképviseleti választási irodába
- a magyarországi szavazásra rendelkezésre álló időszakban eljuttathatta bármely országgyűlési egyéni választókerületi választási irodába[11]

## Kritikák
A választással kapcsolatos kritikák elsősorban a külföldön élő, de magyarországi lakcímmel rendelkező választópolgárok szavazati joga és a választáson megjelent úgynevezett „kamupártok” vagy „bizniszpártok” kapcsán érkeztek.

### Külföldi szavazás
A korábbi választásokhoz hasonlóan a külföldön élő, de magyarországi lakcímmel is rendelkező választópolgárok a külképviseleti névjegyzékbe történt felvétel után a szavazás napján (illetve bizonyos helyeken előtte való napon) személyesen, a kérvényben megjelölt külképviseleten szavazhattak. A külföldön élő, de magyarországi lakcímmel nem rendelkező választópolgároknak (vagyis a külhoni magyaroknak) 2014-ben nyílt először lehetősége részt venni a választásban. Ők a névjegyzékbe történt felvétel után szavazási levélcsomagot és a szavazat leadására való válaszborítékot kaptak, melyben postán adhatták fel szavazatukat a szavazás napját megelőzően.
A szavazás ilyen kettős formája a kritikusok szerint diszkriminatív volt, mert az első esetben a választópolgárnak akár több száz kilométert is utaznia kellett (volna) a külképviseletig és ott sorban állva leszavazni, míg második esetben a házhoz küldött levélcsomag révén postai úton is eljuttatható volt a szavazat, ezért az első eset alá tartozó választópolgárok nehezebben tudtak élni szavazati jogukkal. Ellenzéki oldalról azt vélelmezték a szabályozás mögött, hogy a lakcímmel nem rendelkező, Kárpát-medencei határon túli magyarok jelentős Fidesz-támogatása miatt van szüksége a Fidesznek a törvény ilyen kitételeire, míg a lakcímmel rendelkezők között sok egzisztenciális okokból kivándorolt személy van, akik emiatt is kritikusabban szavaznának. A harmadik Orbán-kormány a választás után sem tervezte a törvény módosítását, mert az szerintük megfelel az alkotmányos kívánalmaknak, amit az Alkotmánybíróság is megerősített. Az AB határozata szerint nincs hátrányos megkülönböztetés a két eljárásban, mert nem azonos csoportokról van szó, és az alaptörvényből nem vezethető le, hogy biztosítani kellene a magyarországi állandó lakóhellyel rendelkezők számára is a levélszavazás lehetőségét. Az Együtt párt reagálása szerint „az Alkotmánybíróság a Fidesz csaló választási rendszerét mentegette.”
A Nemzeti Választási Iroda adatai szerint a külképviseleteken 24 119-en szavaztak (a legtöbben, 4435-en az Egyesült Királyságban), ami az összes szavazat 0,47%-a. Levélben 128 712 választópolgár küldte a szavazatát (a legtöbben, 58 330-an Romániából), ami 2,55%-ot jelent.

### „Kamupártok”
A 2013-ban elfogadott kampányfinanszírozási törvény kritikusai, mint a Political Capital és a Transparency International Magyarország szerint a  törvény igen nagyvonalúan rendelkezik a pártok finanszírozásával, mivel míg a törvény az egyéni képviselőjelöltek kampányköltéseinek elszámolását részletesen szabályozza, addig a jóval több pénzhez jutó pártokat nem kötelezi tételes bevallásra, ezért az szinte felhív az anyagi célú pártalapításra, ahol 106 jelölt esetén már 597 millió forintot lehet komolyabb politikai ambíciók nélkül is szerezni. Ennek kapcsán valóban alakultak különböző kisebb, nagyon alacsony támogatottságú pártok a választásra, melyeket „kamupártoknak” vagy „bizniszpártoknak” neveztek a különböző sajtóorgánumokban, és amelyek a választást követően – 1%-nál is kevesebb eredménnyel – gyakorlatilag megszűntek, néhány évvel később pedig már szinte elérhetetlenekké is váltak. Több pártnál felmerült az ajánlóívek meghamisítása is, ami miatt évekkel később is folytak vizsgálatok. Kamupártként szerepelt a médiában az Összefogás Párt, az Új Dimenzió Párt, a Sportos és Egészséges Magyarországért Párt, a Seres Mária Szövetségesei, az Új Magyarország Párt, a Közösség a Társadalmi Igazságosságért Néppárt, a Zöldek Pártja, a Jólét és Szabadság Demokrata Közösség, A Haza Nem Eladó Mozgalom Párt, de az Együtt 2014 Párt (nem összetévesztendő az Együttel) és a Magyarországi Cigánypárt sem fejtett ki semmilyen érdemi aktivitást a választást követően, míg a Negyedik Köztársaság Párt két évvel később hivatalosan meg is szűnt. Az egyértelmű anyagi visszaélések pedig a törvény értelmében még csak nem is szankcionálhatók, de a szabálytalan ügyekben is tétova hatósági intézkedés volt tapasztalható. Több ilyen párt a 2014-es önkormányzati választáson már rajthoz sem állt.
2020 júliusában a Szabolcs-Szatmár-Bereg Megyei Főügyészség vádat emelt a Seres Mária Szövetségesei párt vezetői ellen a 2014-es választáshoz kapcsolódva 117 millió forint kárértékű, különösen nagy vagyoni hátrányt okozó költségvetési csalás bűntettének gyanújával.

## Kampány

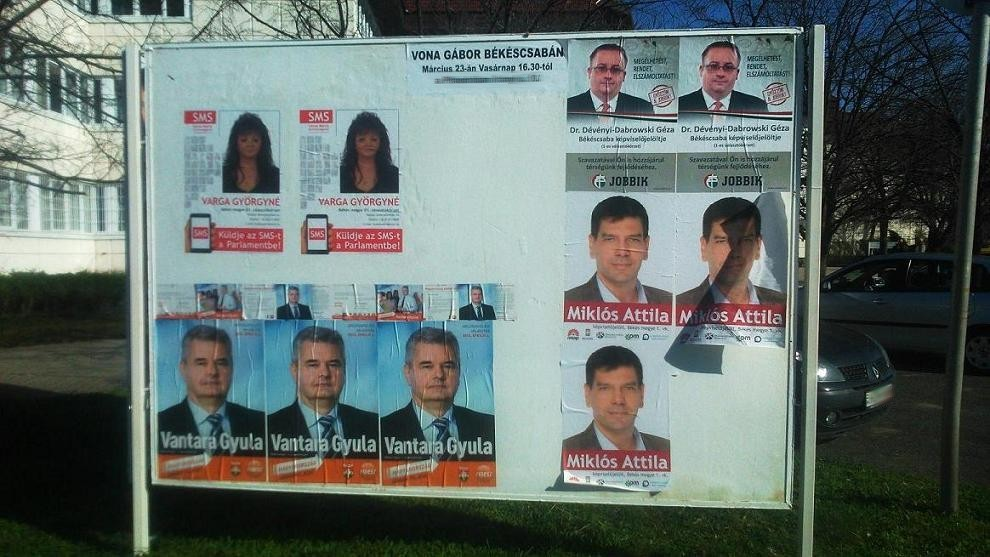
Választási plakátok

### Kampányfőnökök
- Fidesz: Gyürk András
- Jobbik: Szabó Gábor
- Összefogás: Molnár Zsolt (MSZP), Szigetvári Viktor (Együtt), Molnár Csaba (DK), Karácsony Gergely (PM), Boruzs András (MLP)
- LMP: Gimes Gergely
- 4K!: Györki Zsuzsa

### Választási programok
- A 2010–2014-es Országgyűlésben frakcióval rendelkező pártok programja:
  - Fidesz: Nem publikált programot
  - MSZP: IGAZSÁG, BIZTONSÁG, SZABADSÁG, JÓLÉT: AZ MSZP AJÁNLATA MAGYARORSZÁGNAK
  - Jobbik: Kimondjuk, megoldjuk – A Jobbik országgyűlési választási programja a nemzet felemelkedéséért Archiválva 2014. március 4-i dátummal a Wayback Machine-ben
  - KDNP: Nem publikált programot
  - LMP: Az LMP választási programja 2014
- A 2010–2014-es Országgyűlésben frakcióval nem rendelkező pártok programja:
  - Együtt-PM: A te jövőd – Haza és haladás, szolidaritás és Európa
  - JESZ: Új Polgári Magyarország Archiválva 2014. március 4-i dátummal a Wayback Machine-ben
  - Szociáldemokraták: Vissza Európába!
  - 4K!: Új társadalmi szerződés
  - A HAZA NEM ELADÓ: Méltó választ ígértem – hát íme!
  - KTI: Programunk Archiválva 2014. március 8-i dátummal a Wayback Machine-ben
  - SMS: Beszéljünk inkább az igazságról!

## Közvélemény-kutatások

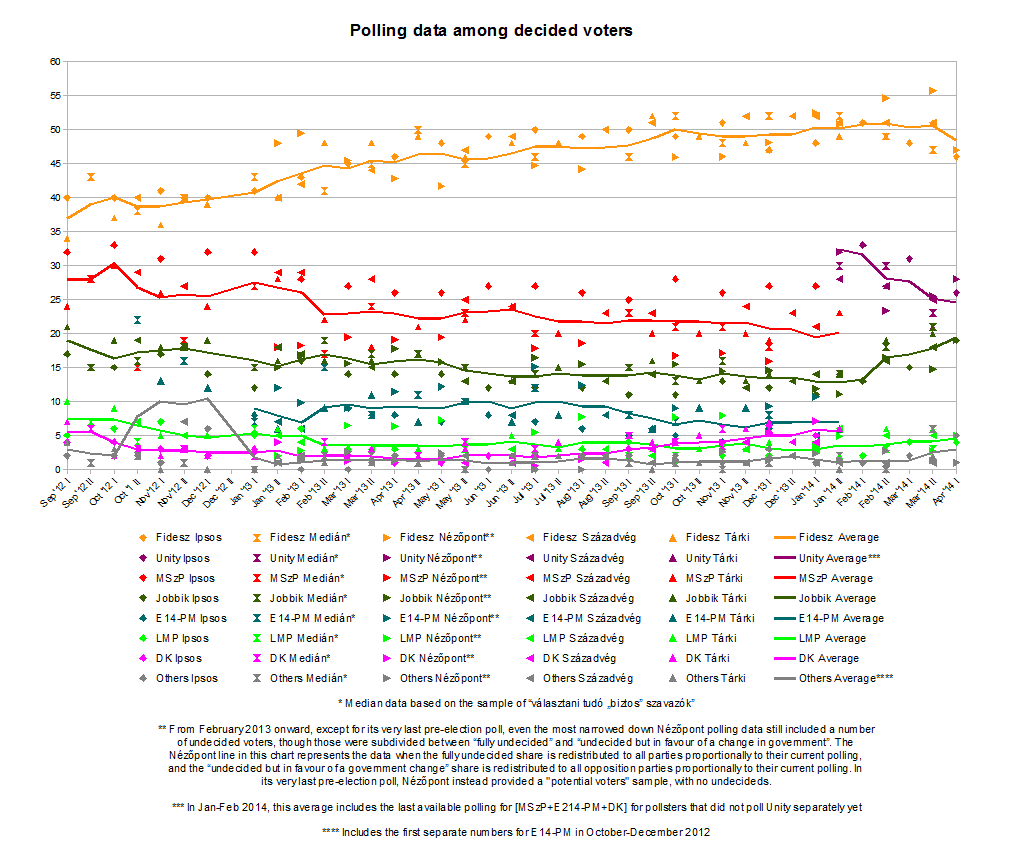
A pártok támogatottsága a biztos szavazó pártválasztók között

| \| Intézet \| Dátum \| Fidesz–KDNP \| Összefogás (MSZP–EGYÜTT–DK–PM–MLP) \| MSZP \| Jobbik \| LMP \| DK \| Együtt – PM \| Mások \| \| ----------------- \| ------------------------ \| ----------- \| ---------------------------------- \| ----- \| ------ \| ---- \| -- \| ----------- \| ----- \| \| 2010-es választás \| 2010. április 11. és 25. \| 52,7% \| – \| 19,3% \| 16,7% \| 7,5% \| – \| – \| 4,0% \| \| Ipsos[39] \| 2013. január 22. \| 41% \| – \| 32% \| 12% \| 5% \| 3% \| 8% \| 0% \| \| Medián[39] \| 2013. január 24. \| 43% \| – \| 27% \| 15% \| 6% \| 2% \| 7% \| 0% \| \| Tárki[40] \| 2013. január 30. \| 40% \| – \| 28% \| 16% \| 6% \| 2% \| 7% \| 1% \| \| Századvég \| 2013. február 3. \| 40% \| – \| 29% \| 18% \| 5% \| – \| – \| 8% \| \| Ipsos[41] \| 2013. február 18. \| 43% \| – \| 28% \| 16% \| 6% \| 2% \| 6% \| 0% \| \| Tárki[42] \| 2013. február 27. \| 48% \| – \| 22% \| 16% \| 3% \| 1% \| 9% \| 1% \| \| Medián[43] \| 2013. február 27. \| 41% \| – \| 17% \| 19% \| 2% \| 4% \| 15% \| 0% \| \| Ipsos[44] \| 2013. március 18. \| 45% \| – \| 27% \| 14% \| 3% \| 2% \| 9% \| 0% \| \| Tárki[45] \| 2013. március 27. \| 48% \| – \| 18% \| 16% \| 3% \| 3% \| 11% \| 1% \| \| Medián[46] \| 2013. április 3. \| 45% \| – \| 24% \| 17% \| 2% \| 2% \| 8% \| 2% \| \| Ipsos[47] \| 2013. április 18. \| 46% \| – \| 26% \| 14% \| 3% \| 1% \| 8% \| 0% \| \| Tárki[48] \| 2013. április 24. \| 49% \| – \| 21% \| 17% \| 3% \| 2% \| 7% \| 1% \| \| Medián[49] \| 2013. május 6. \| 50% \| – \| 17% \| 17% \| 2% \| 2% \| 11% \| 1% \| \| Ipsos[50] \| 2013. május 16. \| 48% \| – \| 26% \| 14% \| 2% \| 1% \| 7% \| 2% \| \| Tárki[51] \| 2013. május 28. \| 46% \| – \| 22% \| 15% \| 4% \| 2% \| 10% \| 1% \| \| Ipsos[52] \| 2013. junius 18. \| 49% \| – \| 27% \| 12% \| 2% \| 2% \| 8% \| 0% \| \| Tárki[53] \| 2013. június 26. \| 48% \| – \| 24% \| 13% \| 5% \| 2% \| 7% \| 1% \| \| Medián[54] \| 2013. július 17. \| 46% \| – \| 20% \| 14% \| 3% \| 3% \| 12% \| 1% \| \| Ipsos[55] \| 2013. július 18. \| 50% \| – \| 27% \| 12% \| 2% \| 2% \| 7% \| 0% \| \| Tárki[56] \| 2013. július 24. \| 48% \| – \| 20% \| 15% \| 3% \| 4% \| 8% \| 0% \| \| Ipsos[57] \| 2013. augusztus 15. \| 49% \| – \| 26% \| 12% \| 3% \| 2% \| 6% \| 0% \| \| Századvég[58] \| 2013. szeptember 4. \| 50% \| – \| 23% \| 12% \| 3% \| 1% \| 8% \| 3% \| \| Ipsos[59] \| 2013. szeptember 17. \| 50% \| – \| 25% \| 11% \| 4% \| 3% \| 5% \| 2% \| \| Tárki[60] \| 2013. szeptember 25. \| 52% \| – \| 20% \| 16% \| 3% \| 4% \| 6% \| 2% \| \| Századvég[61] \| 2013. október 4. \| 51% \| – \| 23% \| 14% \| 2% \| 3% \| 6% \| 1% \| \| Ipsos[62] \| 2013. október 17. \| 49% \| – \| 28% \| 11% \| 1% \| 4% \| 5% \| 1% \| \| Tárki[63] \| 2013. október 30. \| 49% \| – \| 20% \| 13% \| 3% \| 5% \| 9% \| 1% \| \| Medián[64] \| 2013. október 30. \| 52% \| – \| 21% \| 13% \| 2% \| 4% \| 7% \| 1% \| \| Ipsos[65] \| 2013. november 18. \| 51% \| – \| 26% \| 13% \| 2% \| 3% \| 4% \| 1% \| \| Medián[66] \| 2013. november 20. \| 48% \| – \| 21% \| 16% \| 3% \| 6% \| 6% \| 1% \| \| Tárki[67] \| 2013. november 27. \| 48% \| – \| 20% \| 13% \| 3% \| 6% \| 9% \| 1% \| \| Ipsos[68] \| 2013. december 18. \| 47% \| – \| 27% \| 12% \| 2% \| 3% \| 6% \| 1% \| \| Medián[69] \| 2013. december 18. \| 52% \| – \| 18% \| 14% \| 1% \| 6% \| 8% \| 1% \| \| Tárki[70] \| 2013. december 19. \| 47% \| – \| 19% \| 14% \| 4% \| 7% \| 7% \| 1% \| \| Ipsos[71] \| 2014. január 15. \| 48% \| – \| 27% \| 11% \| 3% \| 5% \| 5% \| 1% \| \| Tárki[72] \| 2014. január 29. \| 49% \| – \| 23% \| 14% \| 2% \| 6% \| 6% \| 0% \| \| Századvég[73] \| 2014. január 29. \| 51% \| 28% \| – \| 14% \| 6% \| – \| – \| 1% \| \| Nézőpont[74] \| 2014. január 30. \| 46% \| 26% \| – \| 10% \| 4% \| – \| – \| 1% \| \| Medián[75] \| 2014. február 4. \| 52% \| 30% \| – \| 14% \| 2% \| – \| – \| 1% \| \| Ipsos[76] \| 2014. február 12. \| 51% \| 33% \| – \| 13% \| 2% \| – \| – \| 1% \| \| Tárki[77] \| 2014. február 26. \| 49% \| 27% \| – \| 19% \| 6% \| – \| – \| 1% \| \| Medián[78] \| 2014. március 6. \| 49% \| 30% \| – \| 18% \| 3% \| – \| – \| 1% \| \| Századvég[79] \| 2014. március 7. \| 51% \| 27% \| – \| 16% \| 5% \| – \| – \| 1% \| \| Ipsos[80] \| 2014. március 13. \| 48% \| 31% \| – \| 15% \| 4% \| – \| – \| 1% \| |                          |             |                                    |       |        |      |    |             |       |
| Intézet | Dátum                    | Fidesz–KDNP | Összefogás (MSZP–EGYÜTT–DK–PM–MLP) | MSZP  | Jobbik | LMP  | DK | Együtt – PM | Mások |
| 2010-es választás | 2010. április 11. és 25. | 52,7%       | –                                  | 19,3% | 16,7%  | 7,5% | –  | –           | 4,0%  |
| Ipsos | 2013. január 22.         | 41%         | –                                  | 32%   | 12%    | 5%   | 3% | 8%          | 0%    |
| Medián | 2013. január 24.         | 43%         | –                                  | 27%   | 15%    | 6%   | 2% | 7%          | 0%    |
| Tárki | 2013. január 30.         | 40%         | –                                  | 28%   | 16%    | 6%   | 2% | 7%          | 1%    |
| Századvég | 2013. február 3.         | 40%         | –                                  | 29%   | 18%    | 5%   | –  | –           | 8%    |
| Ipsos | 2013. február 18.        | 43%         | –                                  | 28%   | 16%    | 6%   | 2% | 6%          | 0%    |
| Tárki | 2013. február 27.        | 48%         | –                                  | 22%   | 16%    | 3%   | 1% | 9%          | 1%    |
| Medián | 2013. február 27.        | 41%         | –                                  | 17%   | 19%    | 2%   | 4% | 15%         | 0%    |
| Ipsos | 2013. március 18.        | 45%         | –                                  | 27%   | 14%    | 3%   | 2% | 9%          | 0%    |
| Tárki | 2013. március 27.        | 48%         | –                                  | 18%   | 16%    | 3%   | 3% | 11%         | 1%    |
| Medián | 2013. április 3.         | 45%         | –                                  | 24%   | 17%    | 2%   | 2% | 8%          | 2%    |
| Ipsos | 2013. április 18.        | 46%         | –                                  | 26%   | 14%    | 3%   | 1% | 8%          | 0%    |
| Tárki | 2013. április 24.        | 49%         | –                                  | 21%   | 17%    | 3%   | 2% | 7%          | 1%    |
| Medián | 2013. május 6.           | 50%         | –                                  | 17%   | 17%    | 2%   | 2% | 11%         | 1%    |
| Ipsos | 2013. május 16.          | 48%         | –                                  | 26%   | 14%    | 2%   | 1% | 7%          | 2%    |
| Tárki | 2013. május 28.          | 46%         | –                                  | 22%   | 15%    | 4%   | 2% | 10%         | 1%    |
| Ipsos | 2013. junius 18.         | 49%         | –                                  | 27%   | 12%    | 2%   | 2% | 8%          | 0%    |
| Tárki | 2013. június 26.         | 48%         | –                                  | 24%   | 13%    | 5%   | 2% | 7%          | 1%    |
| Medián | 2013. július 17.         | 46%         | –                                  | 20%   | 14%    | 3%   | 3% | 12%         | 1%    |
| Ipsos | 2013. július 18.         | 50%         | –                                  | 27%   | 12%    | 2%   | 2% | 7%          | 0%    |
| Tárki | 2013. július 24.         | 48%         | –                                  | 20%   | 15%    | 3%   | 4% | 8%          | 0%    |
| Ipsos | 2013. augusztus 15.      | 49%         | –                                  | 26%   | 12%    | 3%   | 2% | 6%          | 0%    |
| Századvég | 2013. szeptember 4.      | 50%         | –                                  | 23%   | 12%    | 3%   | 1% | 8%          | 3%    |
| Ipsos | 2013. szeptember 17.     | 50%         | –                                  | 25%   | 11%    | 4%   | 3% | 5%          | 2%    |
| Tárki | 2013. szeptember 25.     | 52%         | –                                  | 20%   | 16%    | 3%   | 4% | 6%          | 2%    |
| Századvég | 2013. október 4.         | 51%         | –                                  | 23%   | 14%    | 2%   | 3% | 6%          | 1%    |
| Ipsos | 2013. október 17.        | 49%         | –                                  | 28%   | 11%    | 1%   | 4% | 5%          | 1%    |
| Tárki | 2013. október 30.        | 49%         | –                                  | 20%   | 13%    | 3%   | 5% | 9%          | 1%    |
| Medián | 2013. október 30.        | 52%         | –                                  | 21%   | 13%    | 2%   | 4% | 7%          | 1%    |
| Ipsos | 2013. november 18.       | 51%         | –                                  | 26%   | 13%    | 2%   | 3% | 4%          | 1%    |
| Medián | 2013. november 20.       | 48%         | –                                  | 21%   | 16%    | 3%   | 6% | 6%          | 1%    |
| Tárki | 2013. november 27.       | 48%         | –                                  | 20%   | 13%    | 3%   | 6% | 9%          | 1%    |
| Ipsos | 2013. december 18.       | 47%         | –                                  | 27%   | 12%    | 2%   | 3% | 6%          | 1%    |
| Medián | 2013. december 18.       | 52%         | –                                  | 18%   | 14%    | 1%   | 6% | 8%          | 1%    |
| Tárki | 2013. december 19.       | 47%         | –                                  | 19%   | 14%    | 4%   | 7% | 7%          | 1%    |
| Ipsos | 2014. január 15.         | 48%         | –                                  | 27%   | 11%    | 3%   | 5% | 5%          | 1%    |
| Tárki | 2014. január 29.         | 49%         | –                                  | 23%   | 14%    | 2%   | 6% | 6%          | 0%    |
| Századvég | 2014. január 29.         | 51%         | 28%                                | –     | 14%    | 6%   | –  | –           | 1%    |
| Nézőpont | 2014. január 30.         | 46%         | 26%                                | –     | 10%    | 4%   | –  | –           | 1%    |
| Medián | 2014. február 4.         | 52%         | 30%                                | –     | 14%    | 2%   | –  | –           | 1%    |
| Ipsos | 2014. február 12.        | 51%         | 33%                                | –     | 13%    | 2%   | –  | –           | 1%    |
| Tárki | 2014. február 26.        | 49%         | 27%                                | –     | 19%    | 6%   | –  | –           | 1%    |
| Medián | 2014. március 6.         | 49%         | 30%                                | –     | 18%    | 3%   | –  | –           | 1%    |
| Századvég | 2014. március 7.         | 51%         | 27%                                | –     | 16%    | 5%   | –  | –           | 1%    |
| Ipsos | 2014. március 13.        | 48%         | 31%                                | –     | 15%    | 4%   | –  | –           | 1%    |

## Jelöltek és listák

### Indulni kívánó pártok
A Nemzeti Választási Bizottság 2014. február 26-ig a következő, a választáson indulni kívánó jelölő szervezeteket (pártokat és országos nemzetiségi önkormányzatokat) vette nyilvántartásba (zárójelben a rövidítés, illetve nyilvántartásba vétel dátuma):
| Nyilvántartásba vett jelölő szervezetek |
| --- |
| 1. Seres Mária Szövetségesei (SMS) (2014. január 23.) 2. Magyar Republikánus Politikai Párt (MRPP) (2014. január 23.) 3. Nemzeti Értékelvű Párt (NÉP) (2014. január 23.) 4. Független Kisgazda-, Földmunkás- és Polgári Párt (Független Kisgazdapárt) (2014. január 23.) 5. Magyar Demokratikus Unió (MDU) (2014. január 23.) 6. Együtt – a Korszakváltók Pártja (EGYÜTT) (2014. január 23.) 7. AQUILA Párt (AQP) (2014. január 23.) 8. Szociáldemokrata Párt (SZDP) (2014. január 23.) 9. Párbeszéd Magyarországért Párt (PM) (2014. január 23.) 10. Európai Roma Keresztények Jobblétéért Demokratikus Párt (Eu. Rom) (2014. január 23.) 11. Magyar Keresztény Szociális Unió (MKSZU) (2014. január 23.) 12. Magyar Gazdaság Párt (MGP) (2014. január 23.) 13. Összefogás Párt (ÖP) (2014. január 23.) 14. Megújult Magyarországi Roma Összefogás Párt (MMRÖP) (2014. január 23.) 15. Magyar Szocialista Párt (MSZP) (2014. január 23.) 16. Keresztény Magyarok Szövetsége (KMSZ) (2014. január 23.) 17. FIDESZ – Magyar Polgári Szövetség (FIDESZ) (2014. január 23.) 18. Kereszténydemokrata Néppárt (KDNP) (2014. január 23.) 19. Sportos és Egészséges Magyarországért Párt (SEM) (2014. január 23.) 20. A VÁLASZ Párt (A VÁLASZ) (2014. január 23.) 21. Magyar Munkáspárt (MUNKÁSPÁRT) (2014. január 23.) 22. Magyarországi Cigánypárt (MCP) (2014. január 23.) 23. Szabad Magyarok Pártja (SZMP) (2014. január 23.) 24. Közösség a Társadalmi Igazságosságért Néppárt (KTI) (2014. január 27.) 25. Magyarországi Szociáldemokrata Párt (MSZDP) (2014. január 27.) 26. Magyar Nemzeti Rend Párt (MNRP) (2014. január 27.) 27. Megoldás: Egyiksem! Civilkontroll Párt (EGYIKSEM) (2014. január 31.) 28. Szociáldemokraták Magyar Polgári Pártja (SZOCIÁLDEMOKRATÁK) (2014. január 27.) 29. Együtt 2014 Párt (EGYÜTT 2014) (2014. január 30.) 30. Zöldek Pártja (ZÖLDEK) (2014. január 30.) 31. Magyar Liberális Párt (MLP) (2014. január 30.) 32. Elégedetlenek Pártja (EP) (2014. január 30.) 33. Nemzeti Forradalmi Párt – (2014. január 30.) 34. Jobbik Magyarországért Mozgalom (JOBBIK) (2014. január 30.) 35. Demokratikus Koalíció (Magyarország) (DK) (2014. január 30.) 36. Élőlánc Magyarországért (ÉLŐLÁNC) (2014. január 30.) 37. Magyar Cselekvő Párt (MACSEP) (2014. január 30.) 38. A Haza Nem Eladó Mozgalom Párt – (2014. január 30.) 39. Országos Örmény Önkormányzat (ÖRMÉNY ÖNKORMÁNYZAT) (2014. február 6.) 40. Nemzeti Érdek Párt – (2014. január 30.) 41. Rend, Szabadság, Jólét Párt – (2014. január 31.) 42. Lehet Más a Politika (LMP) (2014. január 31.) 43. Negyedik Köztársaság Párt (4K!) (2014. január 31.) 44. Vállalkozók Szövetsége a Reformokért (VÁLLALKOZÓK SZÖVETSÉGE-MAMA) (2014. január 31.) 45. Társadalmi Béke Párt (TBP) (2014. január 31.) 46. Élhető Magyarországért Párt (ÉMP) (2014. január 31.) 47. Új Dimenzió Párt (ÚDP) (2014. február 6.) 48. Új Magyarország Párt (ÚMP) (2014. február 6.) 49. Új Generációk Pártja (ÚGP) (2014. február 6.) 50. Helyreállítás Magyarországi Pártja (HMP) (2014. február 6.) 51. Szabad Választók Pártja (SZAVA) (2014. február 6.) 52. Kalózpárt (KALÓZPÁRT) (2014. február 6.) 53. Nép Oldali Párt (NOP) (2014. február 11.) 54. Centrum Összefogás Magyarországért (CENTRUM) (2014. február 6.) 55. Magyarország Jövője Párt (MAJP) (2014. február 6.) 56. Magyarországi Németek Országos Önkormányzata (MNOÖ) (2014. február 6.) 57. Szövetségben, Együtt Magyarországért (SZEM) (2014. február 6.) 58. Jólét és Szabadság Demokrata Közösség (JESZ) (2014. február 6.) 59. Új Független Párt (FÜGGETLEN PÁRT) (2014. február 6.) 60. Társadalmi Szerződés Párt (TÁRS. PÁRT) (2014. február 6.) 61. Magyarországi Munkáspárt 2006 - Európai Baloldal (EURÓPAI BALOLDAL) (2014. február 9.) 62. Tiszta Energiával Magyarországért Párt (TEMPO) (2014. február 9.) 63. Magyarok Magyarországért Párt (MAMA) (2014. február 9.) 64. Magyar Igazság és Élet Pártja (MIÉP) (2014. február 13.) 65. MCF Roma Összefogás Párt (MCF) (2014. február 13.) 66. Magyarországi Románok Országos Önkormányzata (MROÖ) (2014. február 13.) 67. Kisgazdapárt (KISGAZDAPÁRT) (2014. február 13.) 68. Magyar Nemzeti Párt (MNP) (2014. február 13.) 69. Határon Túli Magyarok Pártja (HATMAP) (2014. február 13.) 70. Magyarország Megújulásáért (MEGÚJULÁSPÁRT) (2014. február 13.) 71. Bolgár Országos Önkormányzat (BOLGÁR ORSZÁGOS ÖNKORMÁNYZAT) (2014. február 13.) 72. Magyar Realista Egység és Béke Párt (REALISTA PÁRT) (2014. február 13.) 73. Országos Horvát Önkormányzat (ORSZÁGOS HORVÁT ÖNKORMÁNYZAT) (2014. február 13.) 74. Országos Lengyel Önkormányzat (OLÖ) (2014. február 13.) 75. Országos Ruszin Önkormányzat (ORÖ) (2014. február 17.) 76. Szerb Országos Önkormányzat (SZOÖ) (2014. február 20.) 77. Országos Szlovák Önkormányzat (OSZÖ) (2014. február 20.) 78. Zöld Mozgalom (ZM) (2014. február 25.) 79. Magyar Idealisták Szövetsége (IDEALISTÁK) (2014. február 20.) 80. Értékteremtők Politikai Érdekvédelmi Szövetsége – a Közép Pártja (ÉPÉSZ) (2014. február 20.) 81. Országos Roma Önkormányzat (ORÖ) (2014. február 20.) 82. Országos Szlovén Önkormányzat (ORSZÁGOS SZLOVÉN ÖNKORMÁNYZAT) (2014. február 21.) 83. Magyarországi Görögök Országos Önkormányzata (MAGYARORSZÁGI GÖRÖGÖK) (2014. február 21.) 84. Ukrán Országos Önkormányzat (UKRÁN ORSZ. ÖNKORM.) (2014. február 25.) |

### Egyéni választókerületi jelöltek
Egyéni választókerületi jelöltté váláshoz a választási törvények alapján: 500 aláírást kell összegyűjteni. Egy választópolgár több jelöltet is ajánlhat az új rendszerben.
| Terület                | Vk. száma | Fidesz– KDNP | Összefogás | Jobbik | LMP | MSZDP | JESZ | SMS | A HAZA NEM ELADÓ | MCP | ÖP | KTI |
| Budapest               | 18        | 18           | 18         | 18     | 18  | 12    | 15   | 8   | 3                | 5   | 7  | 9   |
| Baranya                | 4         | 4            | 4          | 4      | 4   | 4     | 4    | 3   | 4                | 2   | 3  | 4   |
| Bács-Kiskun            | 6         | 6            | 6          | 6      | 6   | 5     | 3    | 3   | 1                | 3   | 2  | 6   |
| Békés                  | 4         | 4            | 4          | 4      | 4   | 3     | 1    | 3   | 4                | 2   | 4  | 1   |
| Borsod-Abaúj-Zemplén   | 7         | 7            | 7          | 7      | 7   | 7     | 5    | 4   | 7                | 7   | 6  | 2   |
| Csongrád               | 4         | 4            | 4          | 4      | 4   | 2     | –    | 1   | 4                | 2   | –  | 2   |
| Fejér                  | 5         | 5            | 5          | 5      | 5   | 5     | 4    | 3   | 1                | 3   | 1  | 5   |
| Győr-Moson-Sopron      | 5         | 5            | 5          | 5      | 5   | 4     | 5    | 3   | –                | –   | 2  | 1   |
| Hajdú-Bihar            | 6         | 6            | 6          | 6      | 6   | 6     | 6    | 5   | 4                | 4   | 4  | 1   |
| Heves                  | 3         | 3            | 3          | 3      | 3   | 3     | –    | 2   | 2                | 3   | 3  | 2   |
| Jász-Nagykun-Szolnok   | 4         | 4            | 4          | 4      | 4   | 4     | 4    | 4   | 4                | 3   | 2  | 1   |
| Komárom-Esztergom      | 3         | 3            | 3          | 3      | 3   | –     | 3    | –   | 2                | 3   | 3  | 2   |
| Nógrád                 | 2         | 2            | 2          | 2      | 2   | 2     | 2    | 2   | 2                | 2   | 1  | 2   |
| Pest                   | 12        | 12           | 12         | 12     | 12  | 10    | 10   | 9   | 9                | 5   | 8  | 6   |
| Somogy                 | 4         | 4            | 4          | 4      | 4   | 3     | 4    | 4   | 4                | 1   | 2  | 3   |
| Szabolcs-Szatmár-Bereg | 6         | 6            | 6          | 6      | 6   | 6     | 6    | 6   | 6                | 5   | 6  | 4   |
| Tolna                  | 3         | 3            | 3          | 3      | 3   | 2     | –    | 2   | 3                | 2   | –  | 2   |
| Vas                    | 3         | 3            | 3          | 3      | 3   | 1     | 3    | 2   | 1                | 1   | 1  | 2   |
| Veszprém               | 4         | 4            | 4          | 4      | 4   | 2     | 4    | –   | 3                | 4   | 3  | 1   |
| Zala                   | 3         | 3            | 3          | 3      | 3   | 1     | 2    | 3   | 2                | 3   | 1  | 1   |
| Összesen               | 106       | 106          | 106        | 106    | 106 | 82    | 81   | 67  | 66               | 60  | 59 | 57  |

| Terület                | Vk. száma | SEM | FKGP | ÚDP | MACSEP | EGYÜTT 2014 | Munkáspárt |
| Budapest               | 18        | 6   | 6    | 6   | –      | 4           | 5          |
| Baranya                | 4         | 4   | 3    | 3   | 4      | –           | 1          |
| Bács-Kiskun            | 6         | 2   | 2    | 2   | 6      | 3           | 1          |
| Békés                  | 4         | 2   | 4    | 4   | 4      | 1           | 3          |
| Borsod-Abaúj-Zemplén   | 7         | 6   | 5    | 5   | 4      | 6           | 6          |
| Csongrád               | 4         | –   | 3    | 1   | 2      | 1           | 1          |
| Fejér                  | 5         | 2   | 3    | 1   | 3      | 4           | 2          |
| Győr-Moson-Sopron      | 5         | 1   | 5    | 4   | –      | 1           | 2          |
| Hajdú-Bihar            | 6         | 2   | 1    | 2   | 3      | 1           | –          |
| Heves                  | 3         | 2   | –    | –   | –      | –           | –          |
| Jász-Nagykun-Szolnok   | 4         | –   | 1    | –   | –      | –           | 4          |
| Komárom-Esztergom      | 3         | 1   | 1    | 1   | –      | –           | 1          |
| Nógrád                 | 2         | 2   | –    | 1   | 2      | 1           | 2          |
| Pest                   | 12        | 9   | 4    | 4   | 2      | 7           | 1          |
| Somogy                 | 4         | 1   | 4    | 4   | –      | 2           | 1          |
| Szabolcs-Szatmár-Bereg | 6         | 4   | 1    | 1   | 3      | 2           | 3          |
| Tolna                  | 3         | 2   | 1    | 1   | 3      | 1           | –          |
| Vas                    | 3         | 2   | 3    | 3   | –      | –           | –          |
| Veszprém               | 4         | 3   | 4    | 4   | –      | –           | –          |
| Zala                   | 3         | 1   | 2    | 2   | –      | –           | –          |
| Összesen               | 106       | 52  | 53   | 49  | 36     | 34          | 33         |

### Országos listák
Pártlistát azok a pártok állíthatnak, amelyek legalább 27 egyéni választókerületi jelöltet állítanak, legalább 9 megyében és Budapesten. Nemzetiségi lista állításához a nemzetiségi névjegyzékben regisztrált választópolgárok 1%-ának, de legfeljebb 1500 embernek az ajánlását kell összegyűjteni.
Országos listát állított pártok (összesen 18). A listában az első 20 jelölt neve van feltüntetve, a miniszterelnök-jelölt vastag betűvel került kiemelésre.
| Párt neve | Fidesz-KDNP | Összefogás | Jobbik | LMP | SMS |
| Jelöltek  | 1. Orbán Viktor (Fidesz) 2. Semjén Zsolt (KDNP) 3. Kövér László (Fidesz) 4. Mátrai Márta (Fidesz) 5. Varga Mihály (Fidesz) 6. Kósa Lajos (Fidesz) 7. Lázár János (Fidesz) 8. Rogán Antal (Fidesz) 9. Navracsics Tibor (Fidesz) 10. Harrach Péter (KDNP) 11. Lezsák Sándor (Fidesz) 12. Jakab István (Fidesz) 13. Győrffy Balázs (Fidesz) 14. Turi-Kovács Béla (Fidesz) 15. Szatmáry Kristóf (Fidesz) 16. Ágh Péter (Fidesz) 17. Farkas Flórián (Fidesz) 18. Fazekas Sándor (Fidesz) 19. Balog Zoltán (Fidesz) 20. Hende Csaba (Fidesz) | 1. Mesterházy Attila (MSZP) 2. Bajnai Gordon (EGYÜTT) 3. Gyurcsány Ferenc (DK) 4. Fodor Gábor (MLP) 5. Szabó Tímea (PM) 6. Botka László (MSZP) 7. Tóbiás József (MSZP) 8. Gúr Nándor (MSZP) 9. Harangozó Tamás (MSZP) 10. Molnár Zsolt (MSZP) 11. Lukács Zoltán (MSZP) 12. Hiller István (MSZP) 13. Kunhalmi Ágnes (MSZP) 14. Velez Árpád (MSZP) 15. Szakács László (MSZP) 16. Kónya Péter (EGYÜTT) 17. Korózs Lajos (MSZP) 18. Legény Zsolt (MSZP) 19. Molnár Csaba (DK) 20. Bangóné Borbély Ildikó (MSZP) | 1. Vona Gábor 2. Balczó Zoltán 3. Volner János 4. Dúró Dóra 5. Sneider Tamás 6. Zsiga-Kárpát Dániel 7. Gyöngyösi Márton 8. Gyüre Csaba 9. Farkas Gergely 10. Hegedűs Lóránt Gézáné 11. Novák Előd 12. Mirkóczki Ádám 13. Szilágyi György 14. Apáti István 15. Szávay István 16. Staudt Gábor 17. Magyar Zoltán 18. Bana Tibor 19. Egyed Zsolt 20. Ander Balázs | 1. Schiffer András 2. Szél Bernadett 3. Ikotity István 4. Sallai Róbert Benedek 5. Schmuck Erzsébet 6. Keresztes László Lóránt 7. Gerstmár Ferenc 8. Lengyel Szilvia 9. Csarnó Ákos 10. Moldován László 11. Gecsei-Tóth Andrea 12. Kiss Kálmán Tibor 13. Mile Lajos 14. Hajdu Mária 15. Jakabfy Tamás 16. Barta János 17. Rákosi Judit 18. Pető Ernő 19. Takács Péter 20. Csiba Katalin | 1. Seres Mária 2. Hermann Henrik 3. Tóth Katalin Irén 4. Sándor József 5. Tóthné Kun Andrea Éva 6. Szalóczi Pál Károly 7. Rézműves Anikó 8. Horváth Zoltán 9. Tóth István Jánosné 10. Surányi Tibor 11. Szedlacsek Enikő 12. Mátrai Csaba 13. Kalanovicsné Fábus Éva Zsuzsanna 14. Dankó Géza Gábor 15. Molnár Ferencné 16. Csenki Mihály 17. Kiss Klára 18. Bercsényi Zoltán 19. Mészárosné Rostás Katalin Márta 20. Horváth István Mihály |
| Összesen  | 279 jelölt | 198 jelölt | 203 jelölt | 132 jelölt | 117 jelölt |

| Párt neve | JESZ | A HAZA NEM ELADÓ | Szociáldemokraták | ÖSSZEFOGÁS | Munkáspárt |
| Jelöltek  | 1. Makay Zsolt 2. Horváth István Attila 3. Jagarics Ferenc 4. Gyüre Lajos 5. Szilassyné Dr. Albert Csilla Magdolna 6. Zsiros László 7. Nagy Péter 8. Atyánszky György Ernő 9. Varga Zoltán Péter 10. Vági Ágnes Csilla 11. Tóth Melinda Anna 12. Molnár László Sándor 13. Bajkó-Sokoray István Bálint 14. Vadász Beáta 15. Máté Lajos 16. Jámbor Zoltán 17. Nyíri Sándor 18. Tokaji Attila 19. Horváth Péter Gábor 20. Budainé Kelemen Erzsébet | 1. Kásler Árpád 2. Czuczi Ernő 3. György Zoltán Imre 4. Orsovai János 5. Pachl Tamás 6. Töviskesné Dsupin Judit Ibolya 7. Vörös János 8. Szenes Zsolt 9. Balázs Árpád Mátyás 10. Török Edina 11. Laukó Lenke 12. Szilcz Ildikó 13. Szendrei Attila 14. Lovas Ildikó Éva 15. Kovacsics Imre 16. Vass Szilvia 17. Chrabák Sándor 18. Zsibrita András 19. Papp Lajos 20. Farkas Gábor | 1. Schmuck Andor Ákos 2. Suha György Zsolt 3. Dávidné Németi Imola Erika 4. Schiller László 5. Koszta Károly 6. Deák Boldizsár 7. Árok Kornél 8. Asztalos Lajos 9. Rózsa Gyula Attila 10. Hingl János Zsolt 11. Gál József 12. Farkas László 13. Juhász István 14. Sturmann Béla 15. Alex Ágnes Kornélia 16. Pisák Pál Lajosné 17. Szöllősi Istvánné 18. Mácsik János 19. Tóth Tibor 20. Dr. Terebesiné Kovács Éva | 1. Szepessy Zsolt László 2. Darcsi Natália 3. Póka László 4. Vajtai Pál Gyula 5. Szoboszlai Barna 6. Dr. Erdei Csaba 7. Farkas László 8. Taracközi Zoltán 9. Bagdi Sándor Gábor 10. Gervai Valter 11. Pukkai Tamás 12. Suhajdáné Toldi Zsanett Dea 13. Nagy Judit Erzsébet 14. Baróczi Péter Imre 15. Barabás Gyöngyvér 16. Póka Leila 17. Pálosi Attila 18. Jakab József 19. Egyed Mónika 20. Kiss Erika | 1. Dr. Thürmer Gyula 2. Karacs Lajosné 3. Bencsik Mihály 4. Dr. Frankfurter Zsuzsanna 5. Kovács István 6. Nagy Attila Tibor 7. Nagy Ádám 8. Dull Krisztián Norbert 9. Surányi Vivien 10. Turi Kristóf Tamás 11. Dr. Hajdu József Péter 12. Kerezsi László 13. Urbán Istvánné 14. Benyovszky Gábor 15. Fehérvári Zsolt István 16. Horváth József 17. Kerekes Antal 18. Kalapos Mária 19. Bánhegyi József 20. Dávid István Mihály |
| Összesen  | 110 jelölt | 109 jelölt | 85 jelölt | 71 jelölt | 56 jelölt |

| Párt neve | MCP | KTI | ÚDP | FKgP | ZÖLDEK |
| Jelöltek  | 1. Horváth Aladár 2. Horváth József 3. Dancs Mihály 4. Fenyvesi Tibor 5. Botos Ibolya 6. Barkóczi Géza 7. Dr. Horváth Ferenc 8. Bogdán Csaba 9. Varga Zoltán 10. Dr. Deák Dániel 11. Bordás Géza 12. Lévai István 13. Sárközi Jánosné 14. Lakatos Gabriella 15. Balogh Gusztáv 16. Horváth Csabáné 17. Orbán Gyula 18. Balogh Károly 19. Danyi Flórián 20. Lakatos Attila | 1. Dr. Szili Katalin 2. Szabó Lajos 3. Ivády Gábor 4. Horváth Ferenc 5. Falus Zsolt Ferenc 6. Czöndör Gyula 7. Dr. Mandl Károly Ferenc 8. Láng Márta 9. Takács Gábor 10. Gyovai István 11. Szabó József 12. Schnabl Marianna 13. Barna László István 14. Rába László 15. Köhler Ákos Tamás 16. Dr. Tamási László 17. Kállai József 18. Tamás László Ferenc 19. Kittl János István 20. Csipkay Botond Zoltán | 1. Kovács Szabolcs 2. Orbán Gergő 3. Nagy Richárd 4. Faragó Bence 5. Gáspár Szabolcs 6. Orbán Szandra 7. Fendrikné Kovács Adrienn 8. Fendrik Attila 9. Gábriel Márta 10. Hozbor Ádám 11. Hozbor Aliz 12. Nagy Ildikó 13. Kámán Dávid Miklós 14. Tar Krisztián 15. Németh Erik 16. Horváth Barbara 17. Balázs Rita 18. Szabó Kornél 19. Dénes Árpád 20. Kander Richárd | 1. Hegedüs Péter 2. Tóth István Csaba 3. Dr. Dvorák Lajos 4. Béres Tibor Pál 5. Greskovits István 6. Konkoly Kálmán Szilveszter 7. Tóth András István 8. Vadai Mihály Zsolt 9. Makk András István 10. Járvás István 11. Orbán Attila 12. Dr. Penke András Mihály 13. Dr. Németh Julianna Erzsébet 14. Gulácsiné Dr. Dobos Emőke 15. Nagy Donát Boldizsár 16. Dr. Bor Tibor 17. Kucséber Ervin 18. Hajdara Roland 19. Gaszner Róbert László 20. Tamás Sándor | 1. Ács László 2. Dr. Brezovits László János 3. Farkas Bertalan 4. Kovács Ferenc Gábor 5. Mayer Péter 6. Lázár Andrea 7. Szabóné Pákozdi Éva 8. Kovács Lili 9. Budai Ildikó Andrea 10. Brezovits Rita 11. Pállay Szilvia 12. Furik Viktória 13. Földi Rózsa 14. Klie Ferenc 15. Pudics Elek József 16. Vitéz Attila 17. Kiss Bernadett 18. Csatószegi Zsolt 19. Varga Szabolcs András 20. Budai Antal János |
| Összesen  | 50 jelölt | 47 jelölt | 46 jelölt | 32 jelölt | 21 jelölt |

| Párt neve | ÚMP | SEM | EGYÜTT 2014 |
| Jelöltek  | 1. Táncsics Péter 2. Racker Béla 3. Szabó Bettina 4. Kozmor Ákos 5. Földvárszki István 6. Fehér László 7. Horváth Norbert 8. Mersich Dániel 9. Szalai Ferenc Róbert 10. Horváth Zoltán 11. Kárai Erzsébet 12. Hajdu Zsolt 13. Horváth Detre 14. Kovács Patrik 15. Kuglics Zoltán Tibor 16. Molnár István Imre 17. Horváth Zoltán 18. Dominek Zoltán 19. Németh Sándor | 1. Pásztori Patricia 2. Radányi Norbert 3. Belovai Kristóf Endre 4. Ódor Ferenc 5. Krekács Dániel Zsolt 6. Tóth Sebestyén 7. Mile Melinda 8. Petre-Varga Fruzsina Zsuzsanna 9. Katona Éva 10. Jakab Gabriella 11. Homolya Emese Krisztina 12. Demeter István 13. Márton Máté 14. Kovács Boglárka 15. Veres Botond 16. Szaksz Tamás 17. Straub András 18. Beregszászi Lili | 1. Tiner György 2. Balogh Istvánné 3. Szabolcsi Miklós 4. Horváth Zoltán Tamás 5. Hunyadi László 6. Balasi Ágnes 7. Csecserits Artúr 8. Kriskó Áron 9. Törökné Dzsaja Erzsébet Ildikó 10. Kriskó Zoltán 11. Gáspár Zsolt Tibor 12. Balogh István 13. Gregus Ilka 14. Szakál Balázs 15. Lovass András Márton 16. Juhász Hilda 17. Bosánszki Péter |
| Összesen  | 19 jelölt | 18 jelölt | 17 jelölt |

Országos listát állított nemzetiségi önkormányzatok, első 5 jelölt neve.
| Nemz. önk. neve | OLÖ | SZOÖ                                                                                       | ORÖ | MNOÖ                                                                                             | MROÖ                                                   | OÖÖ                                                            |
| Jelöltek        | 1. Csúcs László Györgyné 2. Biernacki Karol Franciszek 3. Bátori Zsolt 4. Rémiás István 5. Buskó András | 1. Alexov Lyubomir 2. Lásztity Péter 3. Pavlov Milica 4. Szutor Lászlóné 5. Rusz Boriszláv | 1. Giricz Vera 2. Kozsnyánszky János 3. Szmolárné Nagy Marianna 4. Ljavinyec Sztyepán 5. Szónoczki János | 1. Heinek Ottó 2. Ritter Imre 3. Englenderné Hock Ibolya 4. Bárkányi Judit 5. Manz József György | 1. Kreszta Traján 2. Juhász Tibor 3. Szilágyi Lászlóné | 1. Turgyán Tamás 2. Avanesian Alexan Artin 3. Akopjan Nikogosz |

## Eredmények

A egyéni választókerületek eredményei

### Részvételi adatok (Magyarországon lakcímmel rendelkezők)
|          | 2014. április 6. |
| -------- | ---------------- |
| 7:00-ig  | 1,64%            |
| 9:00-ig  | 9,5%             |
| 11:00-ig | 23,23%           |
| 13:00-ig | 34,33%           |
| 15:00-ig | 45,02%           |
| 17:30-ig | 56,77%           |
| Összesen | 61,73%           |

### Az országos listás választás eredménye
A magyarországi és külföldi listás szavazatok megoszlása. A kisebbségi (nemzetiségi és etnikai) listákat a K betű jelöli.
| A listás mandátumok elosztása                | A listás mandátumok elosztása            | A listás mandátumok elosztása | A listás mandátumok elosztása | A listás mandátumok elosztása | A listás mandátumok elosztása | A listás mandátumok elosztása | A listás mandátumok elosztása | A listás mandátumok elosztása          | A listás mandátumok elosztása | A listás mandátumok elosztása | A listás mandátumok elosztása | A listás mandátumok elosztása | A listás mandátumok elosztása |
| Jelölőszervezet, párt vagy pártszövetség     | Jelölőszervezet, párt vagy pártszövetség | Listás szavazatok             | Listás szavazatok             | Listás szavazatok             | Listás szavazatok             | Listás szavazatok             | Listás szavazatok             | Listás szavazatok                      | Bejutási küszöb (%)           | Kedvez- ményes kvóta (db)     | Kaphat-e mandátumot listáról? | Listás mandátumok             | Listás mandátumok             |
| Jelölőszervezet, párt vagy pártszövetség     | Jelölőszervezet, párt vagy pártszövetség | Magyarországon                | Magyarországon                | Levélben                      | Levélben                      | Összesen                      | Összesen                      | Csak a pártok esetében vett aránya (%) | Bejutási küszöb (%)           | Kedvez- ményes kvóta (db)     | Kaphat-e mandátumot listáról? | Listás mandátumok             | Listás mandátumok             |
| Neve                                         | Típusa                                   | Száma                         | Aránya (%)                    | Száma                         | Aránya (%)                    | Száma                         | Aránya (%)                    | Csak a pártok esetében vett aránya (%) | Bejutási küszöb (%)           | Kedvez- ményes kvóta (db)     | Kaphat-e mandátumot listáról? | Száma                         | Aránya (%)                    |
| -------------------------------------------- | ---------------------------------------- | ----------------------------- | ----------------------------- | ----------------------------- | ----------------------------- | ----------------------------- | ----------------------------- | -------------------------------------- | ----------------------------- | ----------------------------- | ----------------------------- | ----------------------------- | ----------------------------- |
| Fidesz–KDNP                                  |                                          | 2 142                         | 43,55                         | 122 638                       | 95,49                         | 2 264 780                     | 44,87                         | 45,04                                  | 10                            | –                             | igen                          | 37                            | 39,78                         |
| Összefogás                                   |                                          | 1 289 311                     | 26,21                         | 1 495                         | 1,16                          | 1 290 806                     | 25,57                         | 25,67                                  | 15                            | –                             | igen                          | 28                            | 30,11                         |
| Jobbik                                       |                                          | 1 017 550                     | 20,69                         | 2 926                         | 2,28                          | 1 020 476                     | 20,22                         | 20,30                                  | 5                             | –                             | igen                          | 23                            | 24,73                         |
| LMP                                          |                                          | 268 840                       | 5,47                          | 574                           | 0,45                          | 269 414                       | 5,34                          | 5,36                                   | 5                             | –                             | igen                          | 5                             | 5,38                          |
| Munkáspárt                                   |                                          | 28 260                        | 0,57                          | 63                            | 0,05                          | 28 323                        | 0,56                          | 0,56                                   | 5                             | –                             | nem                           | –                             | –                             |
| A Haza Nem Eladó Mozgalom Párt               |                                          | 23 478                        | 0,48                          | 29                            | 0,02                          | 23 507                        | 0,47                          | 0,47                                   | 5                             | –                             | nem                           | –                             | –                             |
| Seres Mária Szövetségesei                    |                                          | 22 192                        | 0,45                          | 27                            | 0,02                          | 22 219                        | 0,44                          | 0,44                                   | 5                             | –                             | nem                           | –                             | –                             |
| Zöldek Pártja                                |                                          | 18 328                        | 0,37                          | 229                           | 0,18                          | 18 557                        | 0,37                          | 0,37                                   | 5                             | –                             | nem                           | –                             | –                             |
| Szociáldemokraták                            |                                          | 15 012                        | 0,31                          | 61                            | 0,05                          | 15 073                        | 0,3                           | 0,30                                   | 5                             | –                             | nem                           | –                             | –                             |
| Együtt 2014                                  |                                          | 14 052                        | 0,29                          | 33                            | 0,03                          | 14 085                        | 0,28                          | 0,28                                   | 5                             | –                             | nem                           | –                             | –                             |
| SEM                                          |                                          | 12 438                        | 0,25                          | 125                           | 0,1                           | 12 563                        | 0,25                          | 0,25                                   | 5                             | –                             | nem                           | –                             | –                             |
| Magyarországi Németek Országos Önkormányzata | K                                        | 11 415                        | 0,23                          | 0                             | 0,0                           | 11 415                        | 0,23                          | –                                      | 5                             | 22 022                        | nem                           | –                             | –                             |
| KTI                                          |                                          | 10 889                        | 0,22                          | 80                            | 0,06                          | 10 969                        | 0,22                          | 0,22                                   | 5                             | –                             | nem                           | –                             | –                             |
| JESZ                                         |                                          | 9 885                         | 0,2                           | 40                            | 0,03                          | 9 925                         | 0,2                           | 0,20                                   | 5                             | –                             | nem                           | –                             | –                             |
| MCP                                          |                                          | 8 793                         | 0,18                          | 17                            | 0,01                          | 8 810                         | 0,17                          | 0,18                                   | 5                             | –                             | nem                           | –                             | –                             |
| FKgP                                         |                                          | 8 040                         | 0,16                          | 43                            | 0,03                          | 8 083                         | 0,16                          | 0,16                                   | 5                             | –                             | nem                           | –                             | –                             |
| Összefogás Párt                              |                                          | 6 527                         | 0,13                          | 25                            | 0,02                          | 6 552                         | 0,13                          | 0,13                                   | 5                             | –                             | nem                           | –                             | –                             |
| Országos Roma Önkormányzat                   | K                                        | 4 048                         | 0,08                          | 0                             | 0,0                           | 4 048                         | 0,08                          | –                                      | 5                             | 22 022                        | nem                           | –                             | –                             |
| ÚDP                                          |                                          | 2 082                         | 0,04                          | 18                            | 0,01                          | 2 100                         | 0,04                          | 0,04                                   | 5                             | –                             | nem                           | –                             | –                             |
| ÚMP                                          |                                          | 1 572                         | 0,03                          | 6                             | 0,0                           | 1 578                         | 0,03                          | 0,03                                   | 5                             | –                             | nem                           | –                             | –                             |
| Országos Horvát Önkormányzat                 | K                                        | 1 212                         | 0,02                          | 0                             | 0,0                           | 1 212                         | 0,02                          | –                                      | 5                             | 22 022                        | nem                           | –                             | –                             |
| Szlovák Lista                                | K                                        | 995                           | 0,02                          | 0                             | 0,0                           | 995                           | 0,02                          | –                                      | 5                             | 22 022                        | nem                           | –                             | –                             |
| Országos Ruszin Önkormányzat                 | K                                        | 463                           | 0,01                          | 0                             | 0,0                           | 463                           | 0,01                          | –                                      | 5                             | 22 022                        | nem                           | –                             | –                             |
| Magyarországi Románok Országos Önkormányzata | K                                        | 362                           | 0,01                          | 0                             | 0,0                           | 362                           | 0,01                          | –                                      | 5                             | 22 022                        | nem                           | –                             | –                             |
| Ukrán Országos Önkormányzat                  | K                                        | 293                           | 0,01                          | 0                             | 0,0                           | 293                           | 0,01                          | –                                      | 5                             | 22 022                        | nem                           | –                             | –                             |
| Szerb Országos Önkormányzat                  | K                                        | 236                           | 0,0                           | 0                             | 0,0                           | 236                           | 0,0                           | –                                      | 5                             | 22 022                        | nem                           | –                             | –                             |
| Országos Szlovén Önkormányzat                | K                                        | 134                           | 0,0                           | 0                             | 0,0                           | 134                           | 0,0                           | –                                      | 5                             | 22 022                        | nem                           | –                             | –                             |
| Örmény Önkormányzat                          | K                                        | 110                           | 0,0                           | 0                             | 0,0                           | 110                           | 0,0                           | –                                      | 5                             | 22 022                        | nem                           | –                             | –                             |
| Magyarországi Görögök                        | K                                        | 102                           | 0,0                           | 0                             | 0,0                           | 102                           | 0,0                           | –                                      | 5                             | 22 022                        | nem                           | –                             | –                             |
| Országos Lengyel Önkormányzat                | K                                        | 99                            | 0,0                           | 0                             | 0,0                           | 99                            | 0,0                           | –                                      | 5                             | 22 022                        | nem                           | –                             | –                             |
| Bolgár Országos Önkormányzat                 | K                                        | 74                            | 0,0                           | 0                             | 0,0                           | 74                            | 0,0                           | –                                      | 5                             | 22 022                        | nem                           | –                             | –                             |
| Összesen                                     | Összesen                                 | 4 918 934                     | 100                           | 128 429                       | 100                           | 5 047 363                     | 100                           | 100                                    | –                             | –                             | –                             | 93                            | 100                           |

### A megválasztott Országgyűlés összetétele

Az Országgyűlés összetétele

| Pártok, pártszövetségek            | Megszerzett mandátumok | Megszerzett mandátumok | Megszerzett mandátumok | Megszerzett mandátumok | Megszerzett mandátumok | Megszerzett mandátumok |
| Pártok, pártszövetségek            | Egyéni                 | Egyéni                 | Országos listás        | Országos listás        | Összesen               | Összesen               |
| Pártok, pártszövetségek            | száma                  | aránya (%)             | száma                  | aránya (%)             | száma                  | aránya (%)             |
| ---------------------------------- | ---------------------- | ---------------------- | ---------------------- | ---------------------- | ---------------------- | ---------------------- |
| Fidesz–KDNP                        | 96                     | 90,57                  | 37                     | 39,78                  | 133                    | 66,83                  |
| Összefogás (MSZP–Együtt–DK–PM–MLP) | 10                     | 9,43                   | 28                     | 30,11                  | 38                     | 19,10                  |
| Jobbik                             | 0                      | 0                      | 23                     | 24,73                  | 23                     | 11,56                  |
| LMP                                | 0                      | 0                      | 5                      | 5,38                   | 5                      | 2,51                   |
| Összesen                           | 106                    | 100                    | 93                     | 100                    | 199                    | 100                    |

## Érdekességek
- A választás után a jelölő szervezetek 38 ezer ajánlóívvel nem számoltak el időben, ezért csaknem 80 pártot és magánszemélyt összesen 2,1 milliárd forintra bírságoltak a választási bizottságok. Önként csupán 20 millió forint büntetést fizettek be, a Nemzeti Adó- és Vámhivatal (NAV) pedig csak 1,2 millió forintot, a tartozás kb. 6 ezrelékét tudta behajtani 2014 novemberéig.[131]